# Ідіограма

Ідіограма 3-ї хромосоми людини

Ідіограма є схематичним графічним засобом зображенням хромосом та позначення їх ділянок (комплексу поперечних міток).

## Використання
Термін ідіограма не слід плутати з терміном ідеограма, яким позначають символи, що являють собою конкретний об'єкт (наприклад ієрогліфи).
Ідіограма демонструє темні та світлі ділянки, якими позначають, відповідно, G- та R-комплекси поперечних міток в хромосомі (англ. G-banding, R-Banding).
Ідіограми забезпечюють стандартизовані назви для ділянок хромосом. У людини цей термін складається з таких елементів: р для короткого плеча, q — для дового, цифрами позначають позицию, рахуючи від центромери.